# Daddala anguilinea
Daddala anguilinea är en fjärilsart som beskrevs av George Thomas Bethune-Baker 1906. Daddala anguilinea ingår i släktet Daddala och familjen nattflyn. Inga underarter finns listade i Catalogue of Life.